# گهرسنجاقک یاقوتی سرخ
گهرسنجاقک یاقوتی سرخ یا گهرسنجاقک سرخ جنوبی (نام علمی: Chlorocypha consueta)، گونه‌ای از سنجاقک‌ها از خانواده گهرسنجاقکان (Chlorocyphidae) است.

## پراکنش و وضعیت
آفریقای گرمسیری: جمهوری دموکراتیک کنگو؛ مالاوی؛ موزامبیک؛ تانزانیا زامبیا؛ زیمبابوه گونه‌ای پهناور؛ هیچ تهدید عمده‌ای شناخته نشده‌است.